# Forças Terrestres Armênias
As Forças Terrestres Armênias (em armênio/arménio:  Հայաստանի ցամաքային զորքեր), às vezes referido como Exército Armênio (em armênio/arménio:  Հայկական Բանակ, transl. Haykakan Banak), são um dos tipos de forças armadas da Armênia, destinadas a conduzir operações de combate principalmente em terra.
As tropas terrestres são chamadas para resolver problemas estratégicos e tático-operacionais na fase militar terrestre das operações. Com suas capacidades de combate, as tropas terrestres podem, de forma independente ou em cooperação com outros tipos de forças armadas, repelir a invasão dos exércitos terrestres, forças de desembarque aéreas e marítimas do inimigo, desferir um ataque de fogo massivo simultâneo com toda a profundidade de seu arranjo operacional, quebrar através das defesas inimigas, realizar um ataque estratégico de grande profundidade e fortalecer-se no território ocupado. A principal característica das tropas terrestres é o alto poder de fogo, poder de ataque, alta manobrabilidade e total independência de combate.

## História
As tropas terrestres foram formadas em 28 de janeiro de 1992, poucos meses depois de a República da Armênia ter declarado a sua independência da União Soviética. Norat Ter-Grigoryants, o ex-vice-chefe do Estado-Maior General das Forças Terrestres Soviéticas, tornou-se o primeiro líder.

## Estrutura e composição

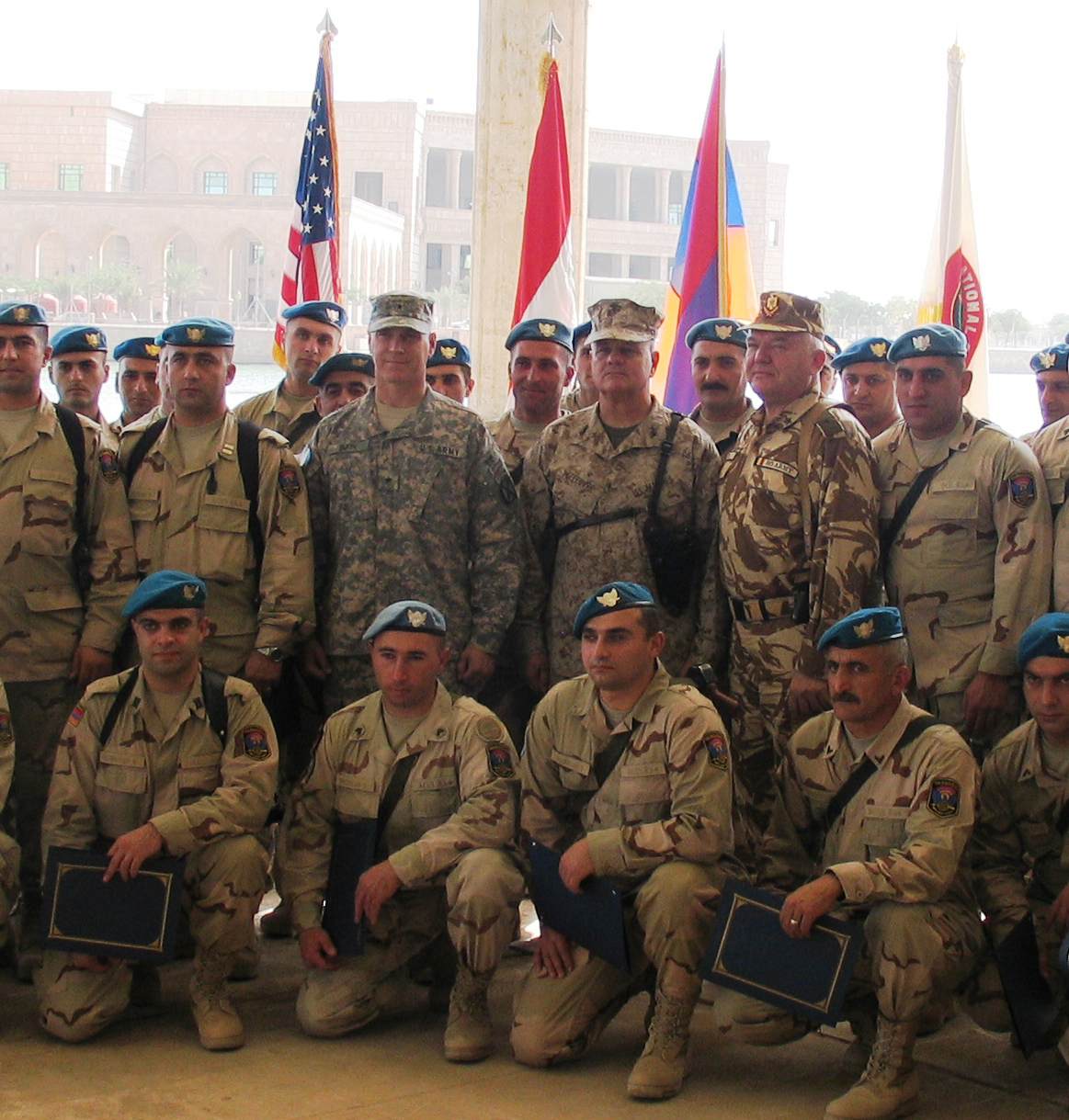
Soldados armênios no Iraque

As Forças Terrestres da Armênia incluem cinco corpos de exército. O emprego nas forças terrestres em 2021 foi de 41.850.
- 1º Corpo do Exército. Quartel-general - Goris. Possui 2 regimentos de rifles motorizados, tanques, batalhões de reconhecimento, reparo e recuperação.
- 2º Corpo do Exército. Quartel-general - Khachahpyur. Possui 2 regimentos de rifles motorizados, um regimento de infantaria leve, batalhões de tanques e de reconhecimento e uma divisão de artilharia.
- 3º Corpo do Exército. Quartel-general - Vanadzor. Possui 4 regimentos de rifles motorizados, um tanque, comunicações, batalhões de reparo e reconhecimento, uma divisão de foguetes e artilharia.
- 4º Corpo do Exército. Quartel-general - Yeghegnadzor. Possui 4 regimentos de rifles motorizados, uma divisão de artilharia autopropulsada e um batalhão de comunicações.
- 5º Corpo do Exército. Quartel-general - Nubarashen. Possui 2 fortificações e um regimento de fuzil motorizado.

Além disso, as forças terrestres da Armênia incluem:
- Brigadas de mísseis, artilharia, forças especiais, mísseis antiaéreos e brigadas radiotécnicas
- Rifle motorizado, artilharia autopropulsada, artilharia antitanque, míssil antiaéreo, comunicações, engenheiro-sapador e regimentos de logística

O Exército Armênio utiliza principalmente equipamentos militares produzidos na Rússia, na URSS e na Armênia. A lista de armamentos não leva em conta o equipamento militar do Exército de Defesa da República de Artsaque (mais de 300 tanques T-72, o mesmo número de veículos blindados e unidades de artilharia), que coopera estreitamente com as Forças Armadas da Armênia.